# Auxiliar odontológico
Auxiliar odontológico é um profissional que presta serviços de odontologia.

## No Brasil
No Brasil, é um profissional com formação de nível fundamental, que presta serviço na cooperação a odontologia. A maioria deles tem que ter o curso de auxiliar em saúde bucal reconhecido pelo Conselho Federal de Odontologia e deve ter o registro no seu respectivo Conselho Regional de Odontologia.
A formação do auxiliar em saúde bucal é hoje uma exigência desde a publicação da Lei nº 11.889 de 2008  e para o exercício da profissão, deverá registrar-se junto ao Conselho Regional de Odontologia após a conclusão do curso, com a observância do disposto nas normas da Resolução CFO 63/2005
Devem atender: 
- Resolução CFO-063/2005[2]
- Resolução CFO-118/2012[3]

### Resolução CFO - 063/2005
É a consolidação das normas para procedimentos nos conselhos de odontologia. Ela regulariza:
- Atividades dos profissionais na odontologia
- Procedimentos de registro
- Criação e funcionamento das delegacias regionais

### Resolução CFO - 118/2012
Revoga o código de ética odontológica aprovado pela Resolução CFO-42/2003 e aprova outro em substituição.
Art 1°. O código de Ética odontológica regula os direitos e deveres do cirurgião-dentista, técnicos e auxiliares, e pessoas jurídicas que exerçam atividades na área da Odontologia, em âmbito público e/ou privado, com a obrigação de inscrição nos conselhos de Odontologia, segundo suas atribuições específicas.

### Lei 11.889/2008
Regulamenta o exercício das profissões de técnico em saúde bucal e do auxiliar em saúde bucal, descrevendo suas competências obrigações e direitos.

### Consenso CRO-MG 2014
Tem a função de orientação para o exercício profissional com base na Lei 11.889/2008 - regulamentação do exercício profissional do técnico em saúde bucal e do auxiliar em saúde bucal.